# Or colloïdal

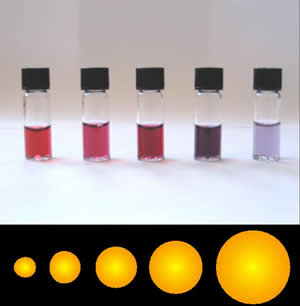
Différents coloris de l'or colloïdal : carmin, rose, rouge, pourpre et violet

L'or colloïdal est une suspension de nanoparticules d'or dans un milieu fluide qui peut être l'eau, un solvant organique ou un gel. Selon la taille et la concentration des particules en suspension, sa couleur varie du rouge vif (pour des particules de moins de 100 nanomètres), au bleuâtre (pour les particules les plus grosses),,.
Connu depuis une époque reculée, l'or colloïdal fut à l'origine utilisé pour colorer le verre et la porcelaine. L'étude scientifique de ce mélange homogène ne débuta qu'avec les travaux de Michael Faraday dans les années 1850,.
En raison de leurs propriétés optiques, électroniques et de reconnaissance moléculaire uniques, les nanoparticules d'or font l'objet de recherches approfondies, avec de multiples domaines d'applications comme la microscopie électronique, l'électronique, les nanotechnologies,, la science des matériaux et la nanomédecine.
Les propriétés et les applications des nanoparticules d'or colloïdal dépendent de leur forme. Par exemple les particules en bâtonnets ont un pic d'absorption lumineuse à la fois transverse et longitudinal, et cette anisotropie conditionne leur propre cohésion.

## Histoire
L'or colloïdal est connu et utilisé depuis l'antiquité romaine pour préparer les verres rubis couleur de sang Hematinum, d'après la lecture de Pline l'Ancien.[Information douteuse]. Au  XVIIIe siècle, plusieurs chimistes s'intéressent à un procédé de fabrication par réaction de l'or avec l'étain, qui aboutit à un pigment de couleur pourpre. Ce dernier, mis en suspension aqueuse, permet d'obtenir une variété d'or colloïdal.
Bien que cette préparation porte le nom d'Andreas Cassius (1605-1673), la préparation était déjà connue 25 ans auparavant et décrite par les chimistes allemands Johann Rudolf Glauber (1604-1670) et Johann Kunckel (1630-1703). Cette « pourpre de Cassius » était d'ailleurs déjà utilisée dans une usine de Potsdam en 1679. La préparation consistait à plonger une lame d'étain dans une solution contenant de l'or. On décompose le chlorure d'or par le protochlorure et le dichlorure d'étain. Le dépôt pourpre qu'on obtenait était lavé à l'eau distillée et séché avec soin. On retrouve le pourpre de Cassius à la manufacture royale de Sèvres, au début du  XVIIIe siècle avec l'orfèvre Antoine Salomon Taunay.
La « pourpre de Cassius » se dissout dans le verre fondu ou le cristal, qu'elle colore en rosé ou en rouge rubis foncé (« rubis de Kunkel »). Elle était aussi employée pour la porcelaine, notamment la réalisation des porcelaines dites de la « famille rose », sous la dynastie Qing.
L'or colloïdal fut étudié par Richard Adolf Zsigmondy qui obtint le prix Nobel de chimie en 1925 pour ses travaux sur les colloïdes.

## Synthèse
Les solutions d'or colloïdal sont principalement préparées par réduction de sels d'or, typiquement l'acide chloraurique (HAuCl4). Après dissolution du sel d'or, la solution est agitée vigoureusement et l'agent réducteur est ajouté, réduisant les ions Au3+ en atomes d'or neutres. Au cours de la réaction de plus en plus d'atomes d'or sont produits, la solution devient sursaturée et les atomes d'or commencent à précipiter sous la forme de particules sub-nanométriques. Les atomes d'or en solution s’agrègent autour de ces particules, et si la solution est bien agitée on peut obtenir une taille de particule homogène. Afin d'éviter que les particules s'agrègent entre elles, des agents stabilisant peuvent être ajoutés.

### Méthode de Turkevich et Frens
La méthode de synthèse d'or colloïdal la plus simple est décrite en 1951 par Turkevich, puis revue dans les années 1970 par Frens,. Elle produit généralement des nanoparticules d'or relativement monodisperses, avec un diamètre de l'ordre de 10  à   20 nm. La synthèse repose sur la réaction de petites quantités d'HAuCl4 chaud avec de petites quantités de citrate de sodium en solution, celui-ci jouant à la fois le rôle d'agent réducteur et d'agent stabilisant. La formation des nanoparticules d'or passe par un état intermédiaire dans lequel des nanofils d'or sont créés, ce qui explique la couleur très foncée observée durant la réaction avant l'apparition d'une couleur rubis caractéristique. Des particules plus grosses peuvent être produites en diminuant la quantité de citrate de sodium, mais ces particules présentent une monodispersité et des formes moins homogènes.

### Méthode de Brust
La méthode décrite par Brust en 1994 permet de préparer des solutions colloïdales d'or dans des solvants organiques non miscibles avec l'eau, comme le toluène. Le diamètre moyen des nanoparticules formées est de l'ordre de 1  à   5 nm,. Dans cette synthèse, l'acide chloraurique réagit avec du tétrahydruroborate de sodium, qui joue le rôle d'agent réducteur, en présence de bromure de tetraoctylammonium (en), qui joue le rôle d'agent stabilsant et de catalyseur de transfert de phase. Le bromure de tetraoctylammonium ne se lie pas très fortement à la surface de l'or, et progressivement au bout de deux semaines les nanoparticules s'agrègent et précipitent. L'utilisation de thiols, et notamment d'alcanethiols, permet de prévenir cette agrégation et d'obtenir des solutions colloïdales quasi permanentes.

### Méthode de Perrault et Chan
En 2009, Perrault et Chan décrivent la synthèse de solutions d'or colloïdal de diamètre de l'ordre de 50  à   200 nm en utilisant l'hydroquinone comme réducteur de l'acide chloraurique en solution aqueuse contenant des nanoparticules d'or plus petites. L'utilisation de citrate permet de contrôler la croissance des nanoparticules. Cette méthode est un complément de la méthode de Turkevich et Frens afin d'obtenir de particules sphérique et monodisperses de plus grande taille.

### Sonochimie
Des nanofils d'or de 30  à   50 nm de diamètre et quelques micromètres de long peuvent être préparés par sonochimie. À partir d'une solution aqueuse de glucose, des ultrasons génèrent des radicaux hydroxyle qui permettent de réduire l'acide chloraurique en nanofils d'or. Ces nanofils sont très flexibles et peuvent former des angles supérieurs à 90 °. Quand le glucose est remplacé par de la cyclodextrine (un oligomère du glucose), les particules formées sont sphériques, suggérant un rôle particulier du glucose sur la morphologie des nanofils.

### Méthode des copolymères séquencés
L'utilisation de copolymères séquencés pour la synthèse d'or colloïdal, décrite par Alexandridis en 2005, est une méthode économique, rapide et avec un faible impact sur l'environnement. Le copolymère joue dans ce cas à la fois le rôle de réducteur et d'agent stabilisant. Une variante de cette méthode permet d'obtenir des concentrations en nanoparticules d'or plus importantes en ajoutant du citrate de sodium comme agent réducteur.

## Propriétés et usages en Industrie
L'or colloïdal fut à l'origine utilisé pour colorer le verre et la porcelaine (voir Histoire). Il est aussi apprécié par les artistes pour ses couleurs intenses.
L'industrie cosmétique l'inclut aux mêmes égards dans divers produits.
L'or colloidal trouve de nouvelles applications pour des propriétés optoélectroniques et conductrices, par ex pour des cellules photovoltaïques organiques, des sondes optoélectriques, et pour d'autres composants électroniques.

## Propriétés et usages en chimie
L'or colloïdal catalyse diverses réactions chimiques. Il présente en particulier une activité catalytique supérieure pour le CO et d'autres oxydations à faible température ,,, ainsi que ses alliages tel AuPd pour oxyder le méthane. Ceci mène notamment à des applications de piles à combustible. 

## Propriétés et usages en biotechnologie
L'or colloïdal est utilisé pour ses propriétés de couleur sensible à l’agrégation des particules (et à l'environnement), comme marqueur en biologie pour diverses techniques d'analyse diagnostique. Il est par ailleurs aussi utilisé pour d'autres techniques d'analyses pointues. 

### Test rapides (Immuno-essais)
L'or colloïdal permet de marquer des anticorps ou des antigènes qui seront utilisés comme réactifs de révélation dans des tests de phase homogène, ou de phase hétérogène (tests rapides type Lateral Flow sur membranes). Suivant la mise en œuvre, la réaction antigène-anticorps fait disparaitre ou apparaitre la coloration de l'or en présence de l'anticorps (ou l’antigène) de l'échantillon testé. 

### Imagerie (microscopie électronique)
Il est utilisé comme marqueur dans les techniques de microscopie électronique. En effet, l'or colloïdal est particulièrement dense et donc opaque aux rayons d'électrons. Les nanobilles d'or utilisées, typiquement de 10-200nm de diamètre, sont attachées à des immunoréactifs, qui les immobilisent sur les antigènes présent dans coupes de tissus/étalement de cellules (technique d'immunohistologie) par observation au microscope électronique, permettant leur localisation précise. 

### Autres: capteurs par résonance
L'or colloïdal a été utilisé pour détecter des interactions moléculaires, par ex de petits ligands avec des protéines recombinantes immobilisées sur les nanoparticules, en protéomique.
L'or colloïdal permet de sonder l'environnement par la technique de résonance de surface de plasma (SPR), car les nanoparticules d'or, par leur taille et propriétés, interagissent avec la lumière de façon très dépendante de l'environnement. Des diamètres ~30nm produisent une absorption de lumière bleu-vert (~450 nm) tandis que la lumière rouge (~700 nm) est réfléchie. Avec des diamètres croissants, le signal SPR se décale vers des longueurs d'onde croissantes jusqu'au rouge puis vers l'IR alors que quasi toute la lumière visible est réfléchie.

## Propriétés et usages en médecine
L'or colloïdal est indiqué pour avoir des effets antibiotiques (antibactériens, antiviraux), néanmoins de tels effets potentiels ne sont pas reconnus par la médecine conventionnelle, en égard à de potentiels effets toxiques. Il entre par ailleurs comme ingrédient mineur dans la composition de médicaments utilisés comme oligo-éléments.
Au niveau recherche (nanomédecine), les nanoparticules d'or sont montrées antimicrobien à large spectre (contre les bactéries Gram+ et Gram-) sans toxicité pour les cellules mammaliennes, et aussi développées comme vecteur de médicaments.

## Environnement

### Milieu aquatique
En 2013, 19 produits référencés contenaient des nanoparticules d'or, notamment des produits cosmétiques. Leur utilisation entraîne leur rejet jusque dans le milieu aquatique où l'on ne connait pas leurs effets sur la faune ou la flore. Des recherches ont été réalisées sur le sujet pour déterminer si ces nouveaux matériaux (nanoparticules) représentent un risque pour l'environnement aquatique. Les études éco-toxicologiques, menées sur des algues unicellulaires ou des bivalves mettent en évidence l'importance de plusieurs facteurs dans la toxicité des nanoparticules d'or :
- La taille (0,1 à >100 nm)
- Le revêtement (molécules adsorbées sur la surface)
- L'organisme exposé (interactions membranaires, assimilation...)
- La stabilité colloïdale (potentiel zêta)
- Le temps de contact
- La physico-chimie du milieu (pH, force ionique, matières en suspensions...)

Ces études prennent pour indicateurs des effets de toxicité (chez les algues) le taux croissance, le rendement photosynthétique, la granularité de la membrane et la morphologie.
Les résultats tendent à montrer que les nanoparticules d'or ne sont pas toxiques pour les algues, aux concentrations actuellement présentes dans les milieux aquatiques, lorsqu'elles ont un revêtement chargé négativement qui a pour effet de les empêcher d'entrer en contact avec les micro-organismes aquatiques (aussi chargées négativement). De plus, une fois dans l'environnement naturel, le diamètre des nanoparticules d'or augmente aux plus faibles concentrations (μM) ce qui accélère leur sédimentation et réduit leur mobilité. Une plus grande toxicité a été cependant remarquée sur les bivalves lorsque les nanoparticules présentent un revêtement chargé positivement.